# Johannes Calloni
Johannes Calloni (Milán, 3 de enero de 2000) es un deportista de Italia que compite en natación. Ganó una medalla de bronce en los Juegos Olímpicos de la Juventud de 2018, en la prueba de 4 × 100 m libre, y tres medallas en el Campeonato Europeo Junior de Natación de 2018.